# مسجد البشارات
مسجد البشارات ( بالأسبانية : Mezquita Basharat; تعني الأخبار الطيبة ) أنشأه ميرزا طاهر أحمد الأب الروحي للطائفة الأحمدية في 10 أيلول/ سبتمبر 1982 في بيدرو عبد في مقاطعة قرطبة المسجد هو مركز الطائفة الأحمدية في إسبانيا